# 關之琳
關 之琳（ロザムンド・クワン、Rosamund Kwan、1962年9月24日 - ）は、香港出身の女優である。満洲族、グワルギャ（瓜爾佳）氏の子孫。

## 来歴
父親が芸能人だった影響で女優になることを決心し、17歳で芸能界入りする。21歳のとき結婚するが、1年で離婚した。その後、ジャッキー・チェンの映画や『ワンス・アポン・ア・タイム・イン・チャイナ』シリーズでヒロインを演じた。
ジェット・リーとの共演が多く、『スウォーズマン／女神伝説の章』、『ワンス・アポン・ア・タイム・イン・チャイナ』シリーズ、『冒険王』などで共演している。また、アンディ・ラウとも『神鳥聖剣』『復讐のプレリュード 大冒険家』など10本以上で共演している。
2007年に女優業の引退を発表した。

## 主な出演作品

### 映画
- 真夜中のヘッドハンター/殺人の報酬（1982年）【香】
- 恋するカエル王子（1984年）【香】日本ではNetflix配信
- 七福星（1985年）【香】
- サンダーアーム/龍兄虎弟（1986年）【香】
- 冒険活劇 上海エクスプレス（1986年）【香】
- エロティック・ヘヴン 鶯火楼（1987年）【香】
- プロジェクトA2 史上最大の標的（1987年）【香】
- トップポリス（1989年）【香】
- カジノ・レイダース（1990年）【香】
- タイガー・コネクション（1990年）【香】
- 聖戦（1990年）【香】
- スウォーズマン/剣士列伝（1990年）【香】
- トリック大作戦（1991年）【香】
- ワンス・アポン・ア・タイム・イン・チャイナ 天地黎明（1991年）【香】
- ワンス・アポン・ア・タイム・イン・チャイナ 天地大乱（1992年）【香】
- 神鳥聖剣（1992年）【香】
- 新・愛と復讐の挽歌（1992年）【香】
- スウォーズマン/女神伝説の章（1992年）【香】
- ワンス・アポン・ア・タイム・イン・チャイナ 天地争覇（1992年）【香】
- THEマジック・クレーン（1993年）【香】
- エンド・オブ・ザ・ロード（1993年）【香】
- 新・愛と復讐の挽歌 殺しの掟（1993年）【香】
- 恋はマジック（1993年）【香】
- レスリー・チャンの恋はあせらず（1994年）【香】
- ワンス・アポン・ア・タイム・イン・チャイナ V/天地撃攘（1994年）【香】
- 項羽と劉邦/その愛と興亡（1994年）【香・中】
- 復讐のプレリュード 大冒険家（1995年）【香】
- 愛よりはやく撃て（1995年）【香】
- 冒険王（1996年）【香】
- ワンス・アポン・ア・タイム・イン・チャイナ&アメリカ 天地風雲（1997年）【香】
- ハッピー・フューネラル（2001年）【米・中・香】
- ブルー・エンカウンター（2002年）【香】
- 愛さずにいられない（2005年）【中】